# جبل ماركهام
جبل ماركهام (بالإنجليزية: Mount Markham)‏، هو عبارة عن كتلة صخرية ذات ذيل مزدوج تعلو الطرف الشمالي من هضبة ماركهام في القطب الجنوبي. يبلغ ارتفاع القمة الرئيسية 4,350 متر (14,272 قدم)، بينما يبلغ ارتفاع القمة الفرعية 4,280 متر (14,042 قدم). تم اكتشافه من قبل البعثة البريطانية الوطنية (1901–1904)، وقد تم تسميته نسبة إلى السير كليمينتس ماركهام، الذي قام كرئيس للجمعية الجغرافية الملكية، بتخطيط الرحلة واختارَ روبرت فالكون سكوت كقائداً لها. وهي رابع أعلى قمة بارزة في القارة القطبية الجنوبية.